# 托雷德布西
托雷德布西（義大利語：Torre de' Busi），是意大利莱科省的一个市镇。总面积9平方公里，人口1967人，人口密度218.6人/平方公里（2009年）。国家统计（ISTAT）代码为097080。